# Stora Granholmen, Kimitoön
För andra betydelser, se Stora Granholmen (olika betydelser).
Stora Granholmen är en ö i Finland. Den ligger i Skärgårdshavet och i kommunen Kimitoön i den ekonomiska regionen  Åboland i landskapet Egentliga Finland, i den sydvästra delen av landet. Ön ligger omkring 58 kilometer söder om Åbo och omkring 130 kilometer väster om Helsingfors.
Öns area är 23,6 hektar och dess största längd är 0,8 kilometer i sydöst-nordvästlig riktning.